# Bleachers
Bleachers [ˈbliːʧəz] — американская инди-поп группа из Нью-Йорка. Это официальный сценический псевдоним продюсера и автора песен Джека Антоноффа, который также является частью музыкальных групп Fun, Steel Train и Red Hearse. На музыку Bleachers сильное влияние оказала культура поздних 1980-х и ранних 1990-х годов, а также фильмы американского режиссёра Джона Хьюза. Их первый сингл «I Wanna Get Better» был выпущен 18 февраля 2014 года.

## Карьера

### 2014—2015: Создание группы и первый альбом Strange Desire
Во время гастролирования с группой fun, Джек начал работать над новым проектом. Новости о создании группы впервые публично появились в мае 2013 года на аккаунте студии звукозаписи Brooklyn music studio Mission Sound в Facebook. На протяжении почти года проект хранился в секрете и 18 февраля 2014 года был выпущен первый сингл группы bleachers «I wanna get better», также были запущены официальный сайт и социальные сети группы, а затем опубликованы даты предстоящего тура. Антонофф прокомментировал процесс создания первого альбома Bleachers так: «Последний год я провел над созданием музыки, о которой нигде не говорил, и в итоге этот проект как будто бы стал моим альтер эго, он стал второй частью меня, о которой никто не знал. Помимо небольшого количества людей, большая часть которых были моими ближайшими родственниками, никто не знал об этой музыке и о том, что этот альбом существует…несмотря на то, что он существовал глубоко внутри меня». Он также заявил, что Bleachers никогда не подразумевались как его отставка с позиции в группе Fun и он продолжит свою деятельность в группе.
Дебютный альбом «Strange Desires» был выпущен 10 июля 2014 года под лейблом RCA Records. Журнал Variance назвал сингл «Rollercoaster» — «великолепным летним гимном». Затем группа отправилась в дебютный тур под названием Come alive tour, в который с ними отправились группы Night terrors of 1927 и Joywave, они выступали на концертах в качестве разогрева с марта по апрель 2015 года. Затем они отправились в тур Strange Desire tour с июля по ноябрь того же года. Они отыграли его вместе с певицей Charli XCX, соединив свой и её тур под названием Charli and Jack Do America Tour.
25 сентября 2015 года они выпустили сиквел к первому альбому — Terrible Thrills Vol.2 . Альбом состоял из каверов песен Bleachers, которые исполнялись различными певицами. В записи альбома приняли участие такие артистки, как Sara Bareilles, Charli XCX и Sia.

### 2017—2019: Альбом Gone Now и саундтрек к фильму «С любовью, Саймон»
Второй альбом Gone Now был выпущен 2 июня 2017 года. Главный сингл «Don’t Take the Money» был описан журналом Atwood как «эпичный бодрящий гимн в жанре поп-рок, рассказывающий о том, что настоящая любовь стоит всех трудностей, приходящих вместе с ней». Чтобы отпраздновать выпуск альбома Джек взял свою детскую комнату с собой в тур. Она была разобрана и заново построена в мобильном трейлере. Во время концертов в мае и июне фанаты могли посетить выставку «moving, living art exhibit» и послушать альбом до официального выпуска. На пресс-релизе Антонофф объяснил: «когда я думал о том, откуда пришла идея альбома, я подумал об этой комнате. Я хотел бы сыграть этот альбом для людей, которым небезразличны Bleachers в этом пространстве, куда все приходит и уходит». Группа была в туре Gone Now Era: Part 1 tour с сентября по ноябрь 2017 года. Вместе с ними, в качестве разогрева отправились Tove Stryke, Bishop Briggs, и Tangerine.
Джек Антонофф принял участие в записи саундтрека к фильму «С любовью, Саймон». Он представил пять песен, четыре из которых были выпущены под именем Bleachers — «Alfie’s Song (Not So Typical Love Song)», «Rollercoaster», «Keeping a Secret», и «Wild Heart»— и одна под его именем в дуэте с певицей MØ, под названием «Never Fall in Love».

### 2020-настоящее время: альбом Take the Sadness Out of Saturday Night
В конце 2019 Джек начал запись третьего альбома Bleachers. В это же время группа отправляется в трехдневный мини-тур под названием «I Love Making This Album but I’m Also Losing My Mind in Here & Need to Come Out and Play».
16 ноября 2020 года Bleachers выпустили первые два сингла с альбома Take the Sadness Out of Saturday Night, «45» и"Chinatown" вместе с Брюсом Спрингстином. В этот же день было объявлено, что альбом выйдет в 2021 году. «Stop Making This Hurt» был третьим выпущенным синглом, он вышел 18 мая 2021 года. Альбом Take the Sadness Out of Saturday Night был выпущен 30 июля 2021 года, а затем в мае был объявлен тур по северной Америке. 28 октября 2021 года Bleachers в своем аккаунте на Facebook объявили, что в марте сыграют два шоу, посвященных прошлым альбомам: Strange Desire и Gone Now.

## Участники инструментальной группы
В студии большую часть инструментала Джек Антонофф записывает сам, а на живых выступлениях его сопровождает группа музыкантов.
- Джек Антонофф — вокал, гитара, клавишные, синтезатор, семплер (2014–настоящее время)
- Эван Смит — клавишные, синтезатор, саксофон, бэк-вокал (2014–настоящее время)
- Майки Харт — гитара, клавишные, синтезатор, пианино, басс-гитара, бэк-вокал (2014–настоящее время)
- Шон Хатчинсон — ударные, семплер, синтезатор, басс-гитара, бэк-вокал (2014–настоящее время)
- Майк Риддлбергер — ударные, семплер, бэк-вокал (2014–настоящее время)
- Зем Ауду — клавишные, саксофон, бэк-вокал (2020–настоящее время)

## Дискография

### Студийные альбомы
| Название                               | Детали | Позиции в хит-парадах | Позиции в хит-парадах | Позиции в хит-парадах | Позиции в хит-парадах | Позиции в хит-парадах |
| Название                               | Детали | US                    | US Alt.               | US Rock               | CAN                   | UK                    |
| -------------------------------------- | --- | --------------------- | --------------------- | --------------------- | --------------------- | --------------------- |
| Strange Desire                         | - Выпуск: 10 июля 2014 года (США) - Лейбл: RCA - Форматы: LP, CD, цифровые площадки, стриминговые сервисы | 11                    | 2                     | 2                     | 19                    | 186                   |
| Gone Now                               | - Выпуск: 2 июня 2017 года (США) - Лейбл: RCA - Форматы: LP, CD, цифровые площадки, стриминговые сервисы  | 44                    | 6                     | 9                     | 92                    | —                     |
| Take the Sadness Out of Saturday Night | - Выпуск: 30 июля 2021 года (США) - Лейбл: RCA - Форматы: LP, CD, цифровые площадки, стриминговые сервисы | 27                    | 3                     | 3                     | 69                    | —                     |

### Живые альбомы
| Название      | Детали                                                                                                  | Позиции в хит-парадах | Позиции в хит-парадах | Позиции в хит-парадах |
| Название      | Детали                                                                                                  | US Current            | US Alt. Sales         | US Rock Sales         |
| ------------- | --- | --------------------- | --------------------- | --------------------- |
| MTV Unplugged | - Выпуск: 10 ноября 2017 года (США) - Лейбл: RCA - Форматы: LP, цифровые площадки, стриминговые сервисы | 87                    | 21                    | 45                    |

### Сборники
| Название                 | Детали |
| ------------------------ | --- |
| Terrible Thrills, Vol. 2 | - Выпуск: 25 сентября 2015 года (США) - Лейбл: RCA - Форматы: LP, цифровые площадки, стриминговые сервисы |
| Terrible Thrills, Vol. 3 | - Выпуск: 16 марта 2019 года (США) - Лейбл: RCA - Форматы: LP, цифровые площадки, стриминговые сервисы    |
|                          | |

### EPs
| Название                  | Детали                                                                                |
| ------------------------- | ------------------------------------------------------------------------------------- |
| Spotify Sessions          | - Выпуск: 6 августа 2014 года (США) - Лейбл: RCA - Формат: стриминговые сервисы       |
| Strange Desire: The Demos | - Выпуск: 28 ноября 2014 года (США) - Лейбл: RCA - Форматы: CD, цифровые площадки, LP |
| Live at Electric Lady     | - Выпуск: 4 ноября 2021 года - Лейбл: RCA - Форматы: стриминговые сервисы             |

### Синглы
| Название                                  | Year | Peak chart positions | Peak chart positions | Peak chart positions | Peak chart positions | Peak chart positions | Peak chart positions | Peak chart positions | Peak chart positions | Peak chart positions | Сертификация         | Альбом                                 |
| Название                                  | Year | US                   | US AAA               | US Adult             | US Alt               | US Rock              | BEL (FL) Tip         | CAN Rock             | JPN                  | MEX Air.             | Сертификация         | Альбом                                 |
| ----------------------------------------- | ---- | -------------------- | -------------------- | -------------------- | -------------------- | -------------------- | -------------------- | -------------------- | -------------------- | -------------------- | -------------------- | -------------------------------------- |
| «I Wanna Get Better»                      | 2014 | —                    | —                    | —                    | 1                    | 10                   | 52                   | 21                   | 81                   | 49                   | - RIAA: Платиновый   | Strange Desire                         |
| «Shadow»                                  | 2014 | —                    | —                    | —                    | —                    | —                    | —                    | —                    | —                    | 43                   |                      | Strange Desire                         |
| «Rollercoaster»                           | 2014 | —                    | 26                   | —                    | 3                    | 19                   | —                    | 27                   | —                    | 47                   | - RIAA: Золотой      | Strange Desire                         |
| «Like a River Runs»                       | 2014 | —                    | —                    | —                    | —                    | —                    | —                    | —                    | —                    | —                    |                      | Strange Desire                         |
| «Entropy» (совместно с Grimes)            | 2015 | —                    | —                    | —                    | —                    | —                    | —                    | —                    | —                    | —                    | Промоушн вне альбома |                                        |
| «Don’t Take the Money»                    | 2017 | —                    | 19                   | 22                   | 3                    | 12                   | —                    | 47                   | —                    | —                    | - RIAA: Золотой      | Gone Now                               |
| «Hate That You Know Me»                   | 2017 | —                    | —                    | —                    | —                    | 50                   | —                    | —                    | —                    | —                    |                      | Gone Now                               |
| «Everybody Lost Somebody»                 | 2017 | —                    | —                    | —                    | —                    | —                    | —                    | —                    | —                    | —                    |                      | Gone Now                               |
| «I Miss Those Days»                       | 2017 | —                    | —                    | —                    | 22                   | —                    | —                    | —                    | —                    | —                    |                      | Gone Now                               |
| «Alfie’s Song (Not So Typical Love Song)» | 2018 | —                    | —                    | 31                   | 38                   | —                    | —                    | —                    | —                    | —                    |                      | Love, Simon                            |
| «45»                                      | 2020 | —                    | —                    | —                    | —                    | —                    | —                    | —                    | —                    | —                    |                      | Take the Sadness Out of Saturday Night |
| «Chinatown» (совместно с Брюс Спрингстин) | 2020 | —                    | 14                   | —                    | —                    | 47                   | —                    | —                    | —                    | —                    |                      | Take the Sadness Out of Saturday Night |
| «Stop Making This Hurt»                   | 2021 | —                    | 5                    | 36                   | 9                    | 44                   | —                    | 43                   | —                    | —                    |                      | Take the Sadness Out of Saturday Night |
| «How Dare You Want More»                  | 2021 | —                    | —                    | —                    | —                    | —                    | —                    | —                    | —                    | —                    |                      | Take the Sadness Out of Saturday Night |
| «Dreamsicle»                              | 2021 | —                    | —                    | —                    | —                    | —                    | —                    | —                    | —                    | —                    | Промоушн вне альбома |                                        |
|                                           |      |                      |                      |                      |                      |                      |                      |                      |                      |                      |                      |                                        |

### Промо синглы
| Title                                      | Год                       | Альбом                                 |
| ------------------------------------------ | ------------------------- | -------------------------------------- |
| «Dear Prudence» (кавер на Beatles)         | 2015 промоушн вне альбома |                                        |
| «Jack HH»                                  | 2017                      |                                        |
| «I Miss Those Days»(Live)                  | 2017                      | MTV Unplugged                          |
| «At My Most Beautiful» (кавер на R.E.M.)   | 2020 промоушн вне альбома |                                        |
| «Secret Life» (совместно с Ланой Дель Рей) | 2021                      | Take the Sadness Out of Saturday Night |